# Shabran (quận)
Shabran (tiếng Azerbaijan:Şabran) là một quận thuộc Azerbaijan. Dân số thời điểm năm 2012 là 45999 người.